# エデンレッド
エデンレッド（フランス語: Edenred S.A.）は、「チケットレストラン」の名称で知られる福利厚生用食事券を中心に、企業向けペイメントサービスを提供する株式会社。フランス・パリ近郊のマラコフに本拠を置き、世界40カ国以上で事業を展開する多国籍企業である。ユーロネクスト・パリ上場企業（Euronext: EDEN ）。
本項では、日本法人の株式会社エデンレッドジャパンについても記述する。

## 沿革
Jacques Borelにより1962年に「チケットレストラン」事業を開始。1976年にフランス国外へ進出する。なお「チケットレストラン」はエデンレッド社の商標である。
1983年にホテルチェーン運営会社のアコーのプリペイド事業部門となり、1998年にAccor Servicesと改名した。
2000年代にアジア地域での売上が増加し、2010年6月29日にアコーのプリペイド事業分離に伴い独立、同年7月2日にユーロネクスト・パリに上場した。
グローバルにおいては「チケットレストラン」（ラテンアメリカ地域ではTicket Alimentación）に加えて、Ticket Carと呼ばれる社用車の燃費ペイメントサービスや、Ticket Complimentsと呼ばれる報奨用ギフトペイメントサービスなどを展開している。
2017年1月、ドイツの同業会社Union Tank Eckstein GmbH&Co.KGの株式の過半数を買収した。

## 日本法人
日本法人は1987年1月5日、株式会社バークレーヴァウチャーズとして設立。
1994年2月より「チケットレストラン」発行代行サービスを、全国のセブン-イレブン・デニーズで開始した。
その後は食事手当以外にも利用可能な「チケットギフト」も展開して発行額を伸ばし、2,000社以上の日本企業でサービスが導入されるに至った。
2012年、エデンレッドがバークレーヴァウチャーズの全株式を買収し、エデンレッドの100％子会社となる。2017年6月には株式会社エデンレッドジャパンへ社名変更した。
2016年4月よりICカード式食事券「チケットレストランタッチ」の提供を開始。2018年11月9日のプレスリリースで、紙式カード発行を2020年9月をもって終了し「チケットレストランタッチ」へ完全移行することを発表した。
日本法人の所在地は、〒106-0032 東京都港区六本木1丁目4−5　アークヒルズサウスタワー7階。